# Cúpula quadrada giralongada
Em geometria, a cúpula quadrada giralongada é um dos sólidos de Johnson (J23). Como seu nome sugere, pode ser construída giralongando-se uma cúpula quadrada (J4) mediante a fixação de um antiprisma octagonal em sua base. Também pode ser vista como uma bicúpula quadrada giralongada (J45) que tenha sido retirada uma cúpula quadrada.